# Список политических партий США
В США существует двухпартийная политическая система, при которой преобладающее значение в политической жизни страны имеют две основные политические партии, а остальным партиям и независимым кандидатам крайне сложно завоёвывать места в Конгрессе. Всего в США действуют около 40 национальных политических партий, большинство которых неизвестны широкой публике даже как т. н. «третьи партии». Ведущими партиями являются Демократическая и Республиканская, которые с 1852 года неизменно побеждают на президентских выборах и с 1856 года контролируют Конгресс Соединённых Штатов. Малые партии участвуют в президентских, парламентских и региональных выборах, но лишь время от времени кому-нибудь из членов малых партий удаётся добиться избрания в Палату представителей или Сенат Конгресса или в региональные парламенты и мэрии. Только в некоторых штатах существуют третьи партии, пользующиеся некоторым реальным влиянием на региональную политику, например, Прогрессивная партия Вермонта.

## Партии, представленные в Конгрессе
Республиканская партия
Внутренние фракции:
- Республиканцы-традиционалисты
- Консервативные республиканцы
  - Неоконсерваторы
  - Палеоконсерваторы
  - Финансовые консерваторы
  - Социальные консерваторы
- Умеренные республиканцы (сострадательные консерваторы)
- Либертарианские республиканцы
  - (республиканцы Саут Парка)
- Либеральные республиканцы (республиканцы Рокфеллера)

Демократическая партия
Внутренние фракции:
- Прогрессивные демократы Америки
- Либертарианские демократы
- Новые демократы (Умеренные демократы)
- Консервативные демократы

## Национальные партии, не представленные в Конгрессе

### Крайне правые
- Американская нацистская партия (англ. American Nazi Party, 1959). Национал-социализм, неонацизм, белый сепаратизм, белый национализм, антисемитизм. Входит в англ. World Union of Free Enterprise National Socialists.
- Американская партия свободы (англ. American Freedom Party, 2010). Палеоконсерватизм, белый национализм, «Третий путь».
- Американская фалангистская партия (англ. American Falangist Party — AFP, полное название англ. National Syndical American Falangist Party — NSAFP, 2006) — ультраконсервативная антикоммунистическая партия. Называют себя «партией третьего пути» и приверженцами политической философии Хосе Антонио Примо де Ривера, основателя испанского фалангизма.
- Национал-социалистическое движение (англ. National Socialist Movement, 1974). Национал-социализм, неонацизм, белый супремасизм, выступает в защиту белых от афро-американцев и против нелегальной миграции.

### Правые
- «Америка превыше всего» (англ. America First Party, 2002). Идеология — палеоконсерватизм, экономический национализм, во внешней политике сторонники невмешательства.
- Американская независимая партия (англ. American Independent Party, 1967). Палеоконсерватизм.
- Американская партия (англ. American Party, 1969). Палеоконсерватизм.
- Джефферсоновская республиканская партия (англ. Jefferson Republican Party, 2006). Считают себя наследниками Демократическо-республиканской партии. Официальной платформы не имеет, выступает с антивоенных позиций, в защиту прав штатов, за невмешательства во внешней политике, ограничение роли федеральных властей, против нелегальной миграции.
- Конституционная партия (англ. Constitution Party, 1992). Была основана как Партия американских налогоплательщиков (англ. U.S. Taxpayers' Party). Американский национализм, национальный консерватизм, палеоконсерватизм, христианский национализм, социальный консерватизм, консервативный либерализм, экономический национализм, палеолибертарианство, консервативное либертарианство[англ.].
- Независимая американская партия (англ. Independent American Party, 1998). Конституционализм, ограничение роли государства в экономике и личной жизни.
- Партия Америки (англ. America's Party, 2008). Раньше называлась Партия независимости Америки (англ. America's Independent Party). Консерватизм, конституционализм.
- Христианская партия Свободы (англ. Christian Liberty Party, 1996). Была создана как отделение Партии американских налогоплательщиков в штате Вашингтон. Позже преобразована в самостоятельную партию под названием Партия американского наследия (англ. American Heritage Party). Современное название носит с 2010 года. Палеоконсерватизм, национализм, христианский фундаментализм, сторонники невмешательства государства в социальных вопросах.

### Правый центр
- Американская народная партия (англ. American Populist Party, 2009). Правоцентристская в финансовых вопросах, левоцентристская в социальных. Популизм, конституционализм, выступают за права штатов[англ.] и естественные права человека[англ.], прозрачность бюджета, антимонополизм, ограничение прав корпораций, индивидуализацию избирательных фондов.

### Центр
- Гражданская партия Соединённых Штатов (англ. Citizens Party of the United States, 2004). До 2011 года называлась Новая американская независимая партия (англ. New American Independent Party). Прагматизм, популизм, центризм, умеренность, народная демократия[англ.].
- Независимая партия Америки (англ. Independence Party of America, 2007) — образована в результате слияния нескольких региональных партий. Беспартийная демократия, популизм.
- Партия единства Америки (англ. Unity Party of America, 2004) — умеренная, центристская. Выступает за сбалансированный бюджет, налоговые льготы для тех, кто пользовался платной медицинской помощью, ограничение сроков для конгрессменов.
- Реформистская партия США (англ. Reform Party of the United States of America, 1995) — основана кандидатом на пост президента Россом Перо как альтернатива Республиканской и Демократической партиям. Популизм, центризм, консерватизм, экономический национализм, выступает за сбалансированный бюджет, реформу существующей системы финансирования партий, против нелегальной иммиграции, за ограничения сроков для конгрессменов и всенародные выборы президента, в социальных вопросах, в том числе аборты и права сексуальных меньшинств, общей платформы не имеет.
- «Современные виги» (англ. Modern Whig Party, 2008). Платформа партии основана на «Философии современных вигов» (англ. Modern Whig philosophy): Транспартийность[англ.] (отказ от традиционной модели — «левые vs правые») и синкретическая политика, прагматизм, классический либерализм, выступают в защиту прав штатов и за сбалансированный бюджет, в финансовых вопросах занимают правоцентристские позиции, в социальных ближе к левому центру.

### Левый центр
- Лейбористская партия (англ. Labor Party, 1996). Создана рядом профсоюзных объединений. Социал-демократия, прогрессивизм, тред-юнионизм.
- Зелёная партия США (англ. Green Party of the United States, 2001). Крупнейшая из левых и левоцентристских партий страны, образованная после удачного участия Ральфа Нейдера в президентской гонке 2000 года. «Зелёная политика», народная демократия, социал-демократия, популизм, прогрессивизм, гражданский либертарианизм. Член англ. Global Greens (GG) и Федерации «зелёных» партий Америк (англ. Federation of the Green Parties of the Americas).
- Партия справедливости (англ. Justice Party, 2011). Создана сторонниками бывшего мэра Солт-Лейк-Сити Рокки Андерсона для выдвижения его на пост президента. В декабре 2011 года получили статус партии в штате Миссисипи. Популизм, социал-демократия, защита окружающей среды, американский прогрессивизм.
- Пацифистская партия США (англ. United States Pacifist Party, 1983). Пацифизм, антивоенное движение, ненасильственное сопротивление, смешанная экономика.

### Левые
- «Партия мира и свободы» (англ. Peace and Freedom Party, 1967). Создана левыми активистами движения против войны во Вьетнаме. Социализм, демократический социализм, феминизм, энвайронментализм, пацифизм.
- Социалистическая партия США (англ. Socialist Party USA, 1973). Образована на базе одного из осколков мощной в начале XX века Соцпартии. Демократический социализм, социалистический феминизм, выступает против капитализма и «авторитарного коммунизма», за национализацию крупного бизнеса и введения рабочего самоуправления.

### Крайне левые
- Всемирная рабочая партия (англ. Workers World Party, 1959). Коммунизм, марксизм-ленинизм, революционный социализм, социалистическая экономика. Создана в результате выхода промаоистский группы Сэма Мерси из Социалистической рабочей партии.
- Коммунистическая партия США (англ. Communist Party of the United States of America, 1919). Коммунизм, марксизм-ленинизм. Просоветская компартия, бывшая одной из ключевых мишеней антикоммунизма в годы «Красной угрозы» и маккартизма, после распада СССР восприняла многие из установок, более характерных для новых левых. Участник Международного совещания коммунистических и рабочих партий (англ. International Meeting of Communist & Workers' Parties).
- «Новый союз» (англ. New Union Party, 1974). Коммунизм, марксизм, синдикалистский марксизм Де Леона — Делеонизм[англ.], рабочая демократия, сторонники политической и социальной революции, но при этом осуждают насилие и «стремятся к законной деятельности с целью свержения капиталистической экономической системы».
- Партия «За социализм и освобождение» (англ. Party for Socialism and Liberation, 2004). Коммунизм, марксизм-ленинизм, социалистическая экономика, революционный социализм, антиколониализм. Существовавший в СССР строй оценивает сдержанно-положительно, поддерживает Кубинскую революцию, выступает за свободу слова и борьбу с империализмом.
- Партия коммунистов США (англ. Party of Communists USA, 2014). Коммунизм, патриотический социализм, антиимпериализм. Незарегистрированная партия, откол от Компартии США. Участник Всемирной антиимпериалистической платформы.
- Свободная социалистическая партия (англ. Freedom Socialist Party, 1966). Социализм, марксистский феминизм, троцкизм. Организована на базе ячейки Социалистической рабочей партии в Сиэтле, рассматривающей освободительную борьбу женщин и угнетённых меньшинств как важный элемент пролетарской революции.
- «Социалистическая альтернатива» (англ. Socialist Alternative, 1986). Коммунизм, марксизм, троцкизм, антикапитализм. Участвовала в деятельности Лейбористской партии и президентских кампаниях Ральфа Нейдера. Входит в Международную социалистическую альтернативу.
- Социалистическая партия равенства (англ. Socialist Equality Party, 1966). Прежнее название Рабочая лига (англ. Workers League). Коммунизм, марксизм, троцкизм, социалистическая экономика, придерживается антивоенных взглядов, выступает против запрета абортов и политики идентичности. Входят в Международный комитет Четвёртого интернационала.
- Социалистическая рабочая партия (англ. Socialist Workers Party, 1938). Коммунизм, марксизм, троцкизм, кастроизм. Первая троцкистская партия США, с 1938 до 1990 года входившая в Четвёртый интернационал. Ныне входит в международную организацию Pathfinder tendency[англ.]. В СРП входили такие теоретики троцкизма, как Джеймс Патрик Кэннон и Макс Шахтман.
- «Социалистическое действие» (англ. Socialist Action, 1983). Коммунизм, марксизм, троцкизм, выступают за «перманентную революцию», классовую независимость и международную солидарность трудящихся. Основана активистами, исключёнными из Социалистической рабочей партии за отстаивание теории перманентной революции. Единственная троцкистская группа в США, чей член избран в представительский орган местной власти. Входит в Воссоединённый Четвёртый интернационал.

### Либертарианские
- «Бостонское чаепитие» (англ. Boston Tea Party, 2006). Названа в честь акции протестa американских колонистов против действий Британского правительства, ставшей началом Американской революции. Либертарианство, принцип невмешательства во внешней политике и финансовых вопросах. Член англ. Interlibertarians.
- Либертарианская партия (англ. Libertarian Party, 1971). Либертарианство, минархизм, культурный либерализм, невмешательство в дела других государств, классический либерализм.
- Объективистская партия (англ. Objectivist Party, 2008). Идеология основывается на философии объективизма, в финансовых вопросах придерживаются идеи невмешательства государства, в социальных — стоят на позициях индивидуализма.
- Партия популистов Америки (англ. Populist Party of America, 2002). Конституционная демократия, ограничение роли государства в экономике и личной жизни, прямая демократия, локализм (приоритет местных интересов), гражданское законодательство, анти-государственники и сторонники свободного рынка, выступают за решение важных вопросов не парламентом, а на референдумах.

### Тематические партии
- Партия запрета (англ. Prohibition Party, PRO, 1869). Выступает за ограничение или полный запрет продажи алкогольных напитков и табачных изделий, азартных игр, наркотиков и порнографии, против коммерциализации порока.
- «Марихуана» (англ. United States Marijuana Party, 2002). Антипрогибиционизм (выступает за легализацию марихуаны), социальный либертарианизм.
- Пиратская партия США (англ. United States Pirate Party, 2006). Выступает за кардинальное реформирование закона об интеллектуальной собственности и патентного права, свободу информации, открытое правительство и сетевой нейтралитет. Входит в Пиратский Интернационал.

### Партии меньшинств
- Raza Unida Party (исп. Partido Nacional de La Raza Unida, англ. National United Race Party, 1970) — партия чикано. Национализм, выступает за улучшение жилищных условий, работы и возможности получения образования для мексиканских американцев, в защиту их экономических, социальных и политических прав.
- Социалистическая партия африканского народа (англ. African Peoples Socialist Party, APSP, 1972) — партия афроамериканцев. Основана в результате слияния организаций «Черная власть» в штатах Флорида и Кентукки. Революционная организация, целью которой является улучшение условий жизни чёрных людей в США и по всему миру, в том числе получение компенсации за несправедливость рабства, сегрегации и неоколониализма. Организатор Африканского Социалистического Интернационала (англ. African Socialist International, ASI).

## Региональные партии
Помимо национальных партий, действующих в разных штатах, также имеются региональные партии, действующие на территории одного штата и редко участвующие в национальных выборах. В данном списке перечислены только те партии, которые никаким образом не связаны с национальными.

### Аляска
- Партия независимости Аляски (англ. Alaskan Independence Party). Выступает за независимость Аляски. Либертарианство, палеоконсерватизм, консерватизм, поддерживает идеи свободного владения оружием, приватизации, домашнего обучения и ограниченного правительства[англ.].
- Республиканская умеренная партия Аляски (англ. Republican Moderate Party of Alaska). Была основана группой республиканцев, недовольных засильем в партии правых христиан.

### Вермонт
- Вермонтская прогрессивная партия (англ. Vermont Progressive Party). Идеология базируется на идеях прогрессивизма, популизма, социал-демократии, «зелёной политики» и демократического социализма. Партия пользуется поддержкой как «традиционных либералов» из Демократической партии, так и рабочих-республиканцев. Выступает за повышение доступности здравоохранения, использование возобновляемых источников энергии, отказ от ядерной энергии, создание сети высокоскоростных железных дорог, реформирование пенитенциарной системы и защиту прав осуждённых, помощь бездомным, окончание «войны с наркотиками», реформу школьного образования, в защиту прав профсоюзов, за повышение минимальной зарплаты, децентрализацию экономики, прогрессивный подоходный налог. Партия занимает антивоенную позицию и поддерживает права ЛГБТ, в том числе легализацию однополых браков.
- Союз свободы (англ. Liberty Union Party). Левая партия, определяющая себя как ненасильственная социалистическая. Платформа базируется на идеях демократического социализма, эко-социализма и популизма. Близка к Вермонтской прогрессивной партии.

### Висконсин
- Прогрессивная партия Дейна (англ. Progressive Dane). Независимая прогрессивная политическая партия, действующая только в округе Дейн. Участвует исключительно в местных выборах. Тесно связана с демократами и «зелёными». Выступает за повышение качества жизни в округе Дейн для всех людей, улучшение работы местных властей, повышение доступности жилья, увеличение прожиточного минимума, более открытое правительство.

### Гавайи
- «Алоха Айна» (англ. Aloha Aina Party of Hawaii). Название происходит от Aloha Aina, что означает «любовь к земле». Является современной реинкарнацией Партии за самоуправление Гавайев (англ. Home Rule Party of Hawaii). Создана на базе Лучшей партии Гавайев (англ. Best Party of Hawaii) в результате недовольства коренных гавайцев решением о допуске некоренных гавайцев к выборам Попечительского совета Управления гавайских дел.

### Делавэр
- Независимая партия Делавэра (англ. Independent Party of Delaware). Близка к Либертарианской партии. Дважды на выборах президента поддерживала Ральфа Нейдера.
- Партия голубой энигмы (англ. Blue Enigma Party).

### Иллинойс
- Партия умеренных (англ. Moderate Party). Идеология партии основывается на умеренности, центризме, стремлении к миру и открытой демократии. Партия выступает за изменение действующей системы подоходного налога и ограничение миграции.

### Коннектикут
- «Коннектикут за Либермана» (англ. Connecticut for Lieberman). Была создана после поражения на партийных праймериз сенатора-демократа Джо Либермана с целью добиться его переизбрания. В целом разделяет идеи Демократической партии. После того как Либерман заявил, что не будет добиваться переизбрания в 2012 году, партия разделилась на две группы, каждая из которых предлагает свои планы.

### Миннесота
- Партия простых людей (англ. Grassroots Party). Была создана для борьбы с запретом наркотиков. Идеология — народная демократия. Выступает за снижение налогов, легализацию марихуаны и гашиша, в защиту гражданских прав и свободы вероисповедания.
- Экологическая демократическая партия (англ. Ecology Democracy Party). Идеология — экология и защита окружающей среды, народная демократия, американский прогрессизм, холизм. В финансовых вопросах занимает левые позиции, в социальных стоит на позициях прогрессивизма. Выступает за структурные изменения в экономике для превращения её в экологическую, введение пропорционального представительства на выборах в Палату представителей Миннесоты, реформу финансирования избирательных кампаний, ограничение прав корпораций.

### Монтана
- Конституционная партия Монтаны (англ. Constitution Party of Montana). Была создана как отделение Конституционной партии США, позднее отделилась, став самостоятельной партией. Палеоконсерватизм, национализм, экономический либерализм.

### Мэриленд
- Популистская партия Мэриленда (англ. Populist Party of Maryland). Была создана для поддержки Ральфа Нейдера на выборах президента 2004 года. Продолжила свою деятельность и после выборов, предлагая идеи популизма как альтернативу либерализму демократов и консерватизму республиканцев. Выступает за снижение налогов для трудящихся и народный капитализм, призывают к прекращению «волны корпоративной преступности», борьбе с политической коррупцией и принятию законов, благоприятных для работников, малого бизнеса и мелких землевладельцев.

### Невада
- Чайная партия Невады (англ. Tea Party of Nevada, 2010). Создана бывшим республиканцем Скоттом Ашджианом, решившим баллотироваться в Сенат США от Невады. Консервативно-либертарианская партия, выступающая за ограничение роли государства и снижение налогов. Близка по идеологии к Движению чаепития.

### Нью-Джерси
- Нью-джерсийская консервативная партия (англ. New Jersey Conservative Party). По идеологии схожа с Республиканской партией. Выступает за низкие налоги, сбалансированный бюджет, право на частную собственность и права штатов, уменьшение внешней помощи и государственной поддержки здравоохранения, стремятся усилить армию, ужесточить иммиграционные законы и ограничить сроки для конгрессменов.

### Нью-Йорк
- Консервативная партия штата Нью-Йорк (англ. Conservative Party of New York State). Обычно нью-йоркские консерваторы поддерживают кандидатов Республиканской партии, за исключением тех которых сочли слишком либеральными, одновременно ведя кампанию против кандидатов от демократов. Идеология основана на американском, финансовом и социальном консерватизме.
- Либеральная партия Нью-Йорка (англ. Liberal Party of New York). Идеология основана на американском либерализме. Партия поддерживает право на аборт, увеличение расходов на образование и всеобщее здравоохранение.
- Нью-йоркская партия свободы (англ. Freedom Party of New York). Основана в 2010 году бывшим членом «Чёрных пантер» Нью-йоркским городским советником Чарльзом Бэрроном на чёрной прогрессивной платформе. Выступает за справедливое перераспределение богатства, прогрессивное налогообложение, бесплатное образование, освобождение политических заключённых, права женщин, в поддержку молодёжи и пожилых людей, за использование чистых и возобновляемых источников энергии.
- Партия налогового протеста (англ. Tax Revolt Party). Была создана в нью-йоркском округе Нассау. Выступает с позиций классического консерватизма[англ.] за изменение налогово-бюджетной политики округа Нассау. На выборах обычно поддерживает кандидатов-республиканцев.
- Партия налогоплательщиков Нью-Йорка (англ. Taxpayers Party of New York). Идеология основана на американском, финансовом и социальном консерватизме. Главный принцип — снижение налогов. Поддерживает кандидатов-республиканцев, тесно связана с Движением чаепития.
- Партия работающих семей (англ. Working Families Party). Левоцентристская, идеология базируется на идеях американского прогрессивизма. Выступает за создание хорошо оплачиваемых рабочих мест, доступное жилье, доступное медицинское обслуживание, улучшение государственных школ и увеличение инвестиций в общественные услуги, повышение минимальной заработной платы, реформирование политики в области наркотиков, защиту окружающей среды.
- Партия штата Нью-Йорк за право на жизнь (англ. New York State Right to Life Party). Была основана в ответ на легализацию абортов в штате Нью-Йорк. Выступает за запрет абортов.
- Реформистская партия марихуаны (англ. Marijuana Reform Party). Выступает за легализацию марихуаны.
- «Чёртова аренда слишком высока» (англ. Rent Is Too Damn High Party). Главный принцип — снижение платы за наём жилья в городе Нью-Йорке, что облегчит финансовое бремя простых людей, поможет покончить с бедностью и повысить уровень занятости. Также партия выступает за снижение налогов и предоставление налоговых льгот для жителей пригородов, увеличение расходов на образование, поддержку нуклеарных семей, захват незанятых жилых домов, реформирование судебной системы, против сокращения расходов на обслуживание престарелых. Поддерживая восстановление семейных ценностей, партия в то же время не против защиты прав ЛГБТ, в том числе однополых браков.

### Огайо
- Партия хартии (англ. Charter Party). Действует только в Цинциннати. Платформа основывается на идеях независимого прогрессивизма. Выступает за реформу городского управления.

### Орегон
- Конституционная партия Орегона (англ. Constitution Party of Oregon). Была основана как отделение Конституционной партии США, позднее стала самостоятельной партией из-за вопроса об абортах, так как орегонские конституционалисты признают аборты в случае изнасилования, инцеста или угрозы жизни матери. Идеология базируется на палеоконсерватизме, национализме и экономическом либерализме.
- Независимая партия Орегона (англ. Independent Party of Oregon). Центристская прогрессивная партия, выступающая за улучшение здравоохранения и образования, повышение благосостояния, в том числе путём реформирования налогово-бюджетной системы и изменения системы финансирования политических партий.
- Орегонская прогрессивная партия (англ. Oregon Progressive Party). Левоцентристская партия, стоящая на позициях прогрессивизма и социал-демократии. Выступает за изменения системы финансирования партий, создание государственного «Банка Орегона», преобразование Законодательного собрания из двухпалатного в однопалатное, сокращение военного бюджета, легализацию однополых браков, реформирование системы здравоохранения, использование возобновляемых источников энергии, прекращение федеральной «войны с наркотиками».

### Род-Айленд
- Партия умеренных Род-Айленда (англ. Moderate Party of Rhode Island). Центристская партия выступающая за финансовую ответственность. Партия продвигает принцип «Четырёх Е» (англ. “The 4 E's — economy, ethics, education and the environment). Предлагают добиться сбалансированного бюджета за счёт сокращения расходов, в частности снижения доходов государственных служащих до уровня заработков работников частного сектора, снижение налогов, улучшение государственных школ, ужесточение законов этики и трудовых договоров чиновников, чтобы повысить их ответственность за свои действия, введение «агрессивной» программы охраны окружающей среды. По социальным вопросам партия официальной позиции не имеет.

### Флорида
- Флоридская партия вигов (англ. Florida Whig Party). Идеология в целом основана на «Философии современных вигов», но с консервативным уклоном.

### Южная Каролина
- Объединённая гражданская партия (англ. United Citizens Party). Была образована с целью добиться избрания чёрных кандидатов в законодательные органы в округах с чёрным большинством. На президентских выборах в 1990-х—2000-х годах поддерживала Росса Перо, Ральфа Нейдера, социалиста Уолта Брауна и Барака Обаму.
- Трудовая партия Южной Каролины (англ. South Carolina Labor Party). Учреждена в 2006 году группой профсоюзных активистов с целью защиты прав и интересов трудящихся. Социал-демократия, прогрессивизм. Является частью общенациональной Трудовой партии (англ. Labor Party), которой не удалось добиться регистрации.

## Исторические партии
Следующие партии больше не существуют, они перечислены в порядке создания.

### XVIII век
- Антифедералистская партия (англ. Anti-Federalist Party, ок. 1789 — ок 1792). Создана на базе движения против федерации и ратификации Конституции, выступала за права штатов.
- Федералистская партия (англ. Federalist Party, ок. 1789 — ок 1820). Выступала за федеративную республику с сильной центральной властью, развитие промышленности и городов.
- Демократическо-республиканская партия (США) (англ. Democratic-Republican Party, 1792 — ок 1824). Организована в противовес Федералистской партии, выступала за ограничение полномочий федеральных органов и учреждений, за права штатов.

### XIX век
- Партия веротерпимости (англ. Toleration Party, 1816 — ок 1827). Создана в штате Коннектикут сторонниками веротерпимости в основном из числа приверженцев Епископальной церкви, выступала за отмену десятины. Вошла в состав Демократической партии.
- Национальная республиканская партия (англ. National Republican Party, 1825—1833). Создана в результате распада Демократическо-республиканской партии сторонниками президента Д. К. Адамса. Влилась в Партию вигов.
- Антимасонская партия (англ. Anti-Masonic Party, 1826—1838). Учреждена для противодействия масонству. Позднее влилась в Партию вигов.
- Партия нулификации (англ. Nullifier Party. 1830—1839). Образована в Южной Каролине противниками тарифной политики федеральных властей. Выступала в защиту прав штатов.
- Партия вигов (англ. Whig Party, 1833—1856). Организована в результате слияния нескольких партий, выступавших против политики президента Э. Джексона.
- Партия свободы (англ. Liberty Party, 1840—1855). Выступала за отмену рабства. Вошла в состав Партии свободной земли.
- Партия закона и порядка Род-Айленда (англ. Law and Order Party of Rhode Island, 1840-е). Создана после восстания сторонников всеобщего избирательного права в штате Род-Айленд.
- Антимормонская партия (Иллинойс) (англ. Anti-Mormon Party (Illinois), 1841—1843). Была создана противниками Джозефа Смита-младшего, основателя Церкви Иисуса Христа Святых последних дней и движения Святых последних дней. Прекратила существование после того, как пять членов партии убили лидера мормонов.
- Американская республиканская партия (англ. American Republican Party, 1843—1854). Создана в штате Нью-Йорк. Антииммигрантская.
- Партия свободной земли (англ. Free Soil Party, 1848—1855). Выступала против распространения рабства на новые западные территории.
- «Анти-Небраска» (англ. Anti-Nebraska Party, 1854). Создана противниками закона «Канзас—Небраска».
- Американская партия (иначе «незнайки») (англ. American Party a.k.a. «Know-Nothings», ок. 1854—1858). Националистическая, выступала против иммиграции ирландцев-католиков. Раскололась из-за вопроса о рабстве.
- Оппозиционная партия (англ. Opposition Party, 1854—1858). В американской истории так принято обозначать политические группы выступавшие против президентов-демократов Ф. Пирса и Д. Бьюкенена, но не входившие в Республиканскую партию.
- Конституционный союз (англ. Constitutional Union Party, 1860). Создана вигами-консерваторами при участии ряда членов Партии «незнаек» и южан-демократов выступавших против разделения США. Выступала за безоговорочное признание Конституции и единства Союза, а также за исполнение законов.
- Партия безусловного союза (англ. Unconditional Union Party, 1861—1866). Название партий сторонников единства США любой ценой в ряде южных штатов: Миссури, Кентукки, Мэриленд и других.
- Национальный союз (англ. National Union Party, 1864—1868). Создан для участия в выборах 1864 года как коалиция Республиканской партии и так называемых «военных демократов», поддержавших во время Гражданской войны президента А. Линкольна.
- Партия перестройки (англ. Readjuster Party, 1870—1885). Была основана сторонниками «перестройки» госдолга Западной Виргинии, против «власти богатства», за отмену подушной подати (англ. poll tax), увеличение финансирования школ и других общественных учреждений.
- Народная партия Юты (англ. People's Party of Utah, 1870—1891). Создана при поддержке Церкви Иисуса Христа Святых последних дней как оппонент Либеральной партии Юты.
- Либеральная партия (штат Юта) (англ. Liberal Party (Utah), 1870—1893). Выступала за реформирование Юты и мормонской церкви. Также иногда называется Антимормонской партией.
- Либеральная Республиканская партия США (англ. Liberal Republican Party of the United States, 1872). Была организована либеральным крылом Республиканской партии с целью не допустить переизбрания президента У. Гранта.
- Партия гринбекеров (англ. Greenback Party, 1874—1884). Придерживалась антимонополистических взглядов, выступала в защиту трудящихся, особенно фермеров.
- Социалистическая трудовая партия (Социалистическая партия труда Америки англ. Socialist Labor Party of America, 1876—2008). Первоначальное название — Партия рабочих (англ. Workingmen's Party). Старейшая социалистическая партия в США и вторая (после СДПГ) по году создания среди социалистических партий в мире. Коммунизм, марксизм, синдикалистский марксизм Де Леона — Делеонизм[англ.]. Критически относилась к парламентаризму, придерживалась идеологии «социалистического промышленного юнионизма», считая, что можно построить социализм благодаря совместным действиям рабочего класса, организованного в профсоюзы. Фактически прекратила функционировать с 1 сентября 2008 года.
- Антимонопольная партия (англ. Anti-Monopoly Party, 1884). Прогрессивная партия, выступавшая за принятие антимонопольного законодательства, прямые выборы сенаторов, прогрессивный подоходный налог, в защиту прав профсоюзов.
- Народная партия (они же «народники/популисты») (англ. People's Party a.k.a. «Populists», 1887—1908). Создана на основе популистского движения США XIX века. Выступала за радикальную аграрную реформу, против элиты, произвола банков и железнодорожных компаний, за биметаллизм.
- Демократическая независимая партия Северной Дакоты (англ. North Dakota Democratic-Independent Party, 1891—1894). Создана путём слияния Крестьянского союза и Демократической партии Северной Дакоты.
- Серебряная партия (англ. Silver Party, 1892—1902). Поддерживала биметаллизм и инфляционную денежную политику с помощью «свободной чеканки серебра».
- Национально-демократическая партия (они же «Золотые демократы») (англ. National Democratic Party a.k.a. «Gold Democrats», 1896—1900). Была создана сторонниками «золотого стандарта» на основе консервативного крыла Демократической партии, выступавшими против кандидата на пост президента от демократов У. Д. Брайана, продвигавшего идеи биметаллизма и свободной чеканки серебра.
- Серебряная республиканская партия (англ. Silver Republican Party, 1896—1900). Создана республиканцами отвергавшими идеи «золотого стандарта» и выступавшими за биметаллизм и свободную чеканку серебра.
- Социал-демократическая партия (англ. Social Democratic Party 1898—1901). Создана Юджином Дебсом на базе организации «Социал-демократия Америки» (англ. Social Democracy of America).
- Партия самоуправления Гавайев (англ. Home Rule Party of Hawaii, 1900—1912). Националистическая партия коренных гавайцев.

### XX век
- «А Коннектикут» (англ. A Connecticut Party, 1990-е). Была основана бывшим сенатором-республиканцем и кандидатом в губернаторы Лоуэллом П. Виккером-младшим. Своё название получила для того чтобы занять первое место в избирательном бюллетене.
- «Америка превыше всего» (англ. America First Party, 1944—1996). Изоляционистская националистическая христианско-консервативная партия. Другое название — Христианский националистический крестовый поход (англ. Christian Nationalist Crusade), оба названия использовались параллельно.
- Американская партия (штат Юта) (также известна как Антимормонская партия) (англ. American Party (Utah) a.k.a. Anti-Mormon Party, 1904—1911). Была создана, чтобы противостоять влиянию Церкви Иисуса Христа Святых последних дней в штате Юта.
- Американская рабочая партия (англ. American Workers Party, 1933—1934). Создана активистами англ. Conference for Progressive Labor Action. Лидеры партии пытались найти «американский подход» к марксизму. Объединилась с Коммунистической лигой Америки.
- Американская трудовая партия (англ. American Labor Party, 1936—1956). Основана группой профсоюзных лидеров и бывших членов Социалистической партии Америки. Партия должна была стать американским аналогом британской Лейбористской партии.
- Беспартийная лига (англ. Nonpartisan League, 1915—1956). Основанная в Северной Дакоте бывшим социалистом Артуром Таунли с привлечением бывших членов Республиканской партии. Выступала за государственный контроль над АПК, банками и другими смежными отраслями. Влилась в состав Демократической партии, при этом исполком лиги до сих пор действует в Северной Дакоте.
- Вегетарианская партия (англ. Vegetarian Party, 1948—1964).
- Гражданская партия (англ. Citizens Party, 1979—1984). Была основана в Вашингтоне, округ Колумбия, с целью объединить экологические и либеральные группы, недовольные политикой президента Д. Картера. Идеология — левый либерализм и энвайронментализм. После роспуска многие активисты присоединились к Партии потребителей (англ. Consumer Party).
- Демократическая партия прав штатов (они же «диксикраты») (англ. States' Rights Democratic Party a.k.a. dixiecrats, 1948). Создана группой губернаторов и конгрессменов из южных штатов на базе консервативного крыла Демократической партии, недовольная попытками Г. Трумэна бороться с сегрегацией на Юге. Потерпев поражение на президентских выборах 1948 года вернулись обратно в партию, образовав свою фракцию.
- Демократическая партия «Свобода Миссисипи» (англ. Mississippi Freedom Democratic Party, 1964). Создана в штате Миссисипи во время движения за гражданские права чернокожих. Выступала в защиту прав афроамериканцев, в первую очередь за право голосовать.
- Коммунистическая лига Америки (англ. Communist League of America, 1928—1934). Создана троцкистами, исключёнными из Компартии США. Объединилась с Американской рабочей партией.
- Коммунистическая рабочая партия (англ. Communist Workers Party, 1969—1985). Маоистская, сталинистская, антиимпериалистическая и антирасистская партия, созданная Джерри Туном, бывшим членом Прогрессивной Лейбористской партии (англ. Progressive Labor Party). В разное время называлась Азиатская исследовательская группа (англ. Asian Study Group) и Организация «Точка зрения рабочих» (англ. Workers' Viewpoint Organization). Была распущена своим лидером, создавшим новую организацию — Новое демократическое движение (англ. New Democratic Movement).
- Конституционная партия (англ. Constitution Party, 1952—1968?). Консервативная.
- Лейбористская партия США (англ. U.S. Labor Party, 1973—1979). Образована членами Национального форума трудовых комитетов (англ. National Caucus of Labor Committees, NCLC) для выдвижения Линдона Ларуша на пост президента США в 1976 году. Позднее на базе партии был создан комитет политических действий[англ.] Национально-демократической политический комитет (англ. National Democratic Policy Committee, NDPC).
- Лига за независимые политические действия (англ. League for Independent Political Action — LIPA, 1928—1932). Была создана группой либералов и социалистов после победы Г. Гувера на выборах президента с целью осуществить политическую перестройку США. Председателем был Джон Дьюи. Победа в 1932 году Ф. Д. Рузвельта и проводимая им политика «Нового курса» привели к распаду организации.
- Молодёжная международная партия (они же «йиппи») (англ. Youth International Party a.k.a. «Yippies», 1967). Крайне левое движение-«антипартия», основанное Джерри Рубином, Эбби Хоффманом и Полом Красснером. Идеология — левый радикализм, новые левые, либертарный социализм, анархо-марксизм, «зелёный анархизм», «свободная любовь», антикопоративизм. Прославилась своими эпатажными акциями против капитализма, политического истеблишмента и войны во Вьетнаме.
- Народная партия (англ. Populist Party, 1984—1994).
- Народная партия (англ. People's Party, 1971—1976). Была создана рядом мелких политических партий и левых организаций, базирующихся на единой антивоенной платформе с целью поддержать Бенджамина Спока на президентских выборах.
- Национал-социалистическая партия белых людей (англ. National Socialist White People’s Party, 1959—1983). Основана Командующим ВМС США Д. Л. Рокуэллом как Американская нацистская партия (англ. American Nazi Party). Пережив ряд расколов, партия подпала под влияние М. Коэла и со временем была реорганизована в полурелигиозную организацию «Новый Порядок» (англ. New Order).
- Национальная женская партия (англ. National Woman's Party, 1913—1930). Первоначальное название Конгрессиональный Союз за женское равноправие (англ. Congressional Union for Woman Suffrage). Создана с целью добиться права голоса для женщин.
- Независимая партия штата Юта (англ. Independent Party of Utah, 1988—1996). Создана республиканцем Мерриллом Куком, позднее вернувшимся в партию. Входила в Патриотическую партию (англ. Patriot Party), но отказалась присоединиться к Реформистской партии (англ. Reform Party).
- Новая партия (англ. New Party, 1992—1998). Идеология — социал-демократия и прогрессивизм. Создана с целью объединить профсоюзы и общественные организации. Позднее организация партии в округе Дейн (Висконсин) преобразовалось в Прогрессивную партию Дейна (англ. Progressive Dane), часть нью-йоркских членов присоединились к Партии работающих семей (англ. Working Families Party).
- Новый альянс (англ. New Alliance Party, 1979—1992). Создана на базе зонтичной организации Трудового сообщества «Альянс за перемены» (англ. Labor Community Alliance for Change), коалиции «Женщины за народную демократию» и Нью-йоркского городского совета безработных и получателей социального пособия (англ. New York City Unemployed and Welfare Council). Позиционировалась как просоциалистическая. После расформирования часть членов присоединились к Патриотической партии (англ. Patriot Party) и сформировали Комитет за единую независимую партию (англ. Committee for a Unified Independent Party).
- «Обеспокоенные граждане» (англ. Concerned Citizens Party, 1975—1992). Была создана в Коннектикуте на базе местного отделения Конституционной партии. Выступала против абортов и эвтаназии, за развитие государственного образования, разумную экологическую политику, социальную ответственность общества, в защиту профсоюзов, прав работников и гражданских свобод.
- «Оглядываясь назад» (англ. Looking Back Party, 1984—1996). Создана Изабель Мастерс[англ.], которая несколько раз пыталась добиться выдвижения в президенты США от Республиканской партии, но безуспешно. Пять раз баллотировалась в президенты от своей партии.
- Партия независимости (она же «Лига независимости» или Национальная лига независимости) (англ. Independence Party a.k.a. «Independence League» a.k.a. National Independence League, 1906—1914). Была основана издателем-магнатом У. Р. Хёрстом на базе Муниципальной лиги собственников. В своей программе выступала против коррумпированных политических машин, за восьмичасовой рабочий день, создание министерства труда, передачу в государственную собственность ряда отраслей экономики (в том числе железных дорог) и создания центрального банка.
- Партия природного закона (англ. Natural Law Party, 1992—2004). Была связана с международной Партией природного закона, основанной на учении Махариши Махеш Йоги. Предлагала за счёт правительства создать группы в 7000 «Летающих йогов», что приведёт к снижению общенационального стресса, безработицы и уровня преступности, повышению ВНП, улучшению здоровье и сделает страну неуязвимой для нападения извне. Также партия поддерживала введение пропорционального налогообложения, реформу избирательной системы (прямое народное голосование и т. д.), равные права для женщин и геев, выступала против легализации наркотиков, органическое сельское хозяйство и за использование возобновляемых источников энергии.
- Партия простых людей (англ. Grassroots Party, 1986—2004). Была создана для борьбы с запретом наркотиков. Идеология — народная демократия. Выступали за снижение налогов, легализацию марихуаны и гашиша, в защиту гражданских прав и свободы вероисповедания. Действовали в штатах Миннесота (действует до сих), Айове и Вермонте.
- Партия свободы Нью-Йорка (англ. Freedom Party of New York, 1994—1998). Была создана сторонниками кандидата в губернаторы Джорджа Патаки под названием «Партия снижения налогов сейчас» (англ. Tax Cut Now Party). В 1996 году поддержали на выборах президента республиканца Боба Доула.
- Партия Союза (англ. Union Party, 1936). Образована сторонниками убитого в 1935 году сенатора Х. Лонга на базе движения англ. «Share Our Wealth» с целью предложить популистскую альтернативу «Новому курсу» Ф. Д. Рузвельта. Выступала за «раздел богатств» и введение жёсткого прогрессивного налога. Проиграв на президентских выборах 1936 года, партия быстро развалилась, раздираемая противоречиями между лидерами.
- Прогрессивная партия (1912) (она же «Партия лося») (англ. Progressive Party 1912 a.k.a. «Bull Moose Party», 1912—1914). Создана сторонниками бывшего президента Т. Рузвельта на базе прогрессивного крыла Республиканской партии. Выступала за право голоса для женщин, в защиту прав рабочих и иммигрантов, социальное обеспечение для детей и женщин, налоговую реформу, ограничение средств на предвыборные кампании, облегчение процедуры принятия поправок к конституции, создание сети речных каналов внутри США.
- Прогрессивная партия (1924) (англ. Progressive Party, 1924—1937). Создана сторонниками сенатора Роберта Лафолета на базе прогрессивного крыла Республиканской партии для участия в президентских выборах. На выборах 1924 года Прогрессивная партия создала коалицию фермеров и трудящихся вместе с Социалистической партией (англ. Socialist Party of America), Американской федерацией труда и рядом железнодорожных профсоюзов, призывая к национализации железных дорог и социальным реформам. После смерти Лафолета в 1925 году активность партии на национальном уровне существенно упала.
- Прогрессивная партия (англ. Progressive Party, 1948—1955). Была создана бывшим вице-президентом Г. Уоллесом на базе левого крыла Демократической партии. Идеология — социал-демократия, новый национализм и американский прогрессивизм.
- Пролетарская партия Америки (англ. Proletarian Party of America, 1920—1971). Образована в результате раскола Социалистической партии штата Мичиган (англ. Socialist Party of Michigan). Коммунистическая.
- Пуэрто-риканская социалистическая партия (англ. Puerto Rican Socialist Party, 1959—1993). Марксистская партия, выступавшая за создание независимой «демократической рабочей республики» Пуэрто-Рико. Возникла как Движение за независимость (англ. Pro-Independence Movement, MPI), созданное группой диссидентов из Партии независимости Пуэрто-Рико (англ. Puerto Rican Independence Party, PIP), бывших активистов Националистической (англ. Nationalist Party of Puerto Rico) и Коммунистической (англ. Communist Party of Puerto Rico) партий Пуэрто-Рико, при участии студентов — членов Университетской федерации за независимость (англ. Federación de Universitarios Pro Independencia, FUPI). Находилась под сильным влиянием Кубинской революции.
- Рабочая партия США (англ. Workers Party of the United States, 1934—1938). Образована в результате слияния Коммунистической лиги Америки и Американской рабочей партии. Позднее члены партии вступили в Социалистическую партию Америки и Социалистическую рабочую.
- Социалистическая партия Америки (англ. Socialist Party of America, 1901—1972). Основана после слияния Социал-демократической партии и части Социалистической трудовой партии. Ведущая левая партия США до Первой мировой войны. После ряда расколов прекратила свою деятельность.
- Фермерская трудовая партия (англ. Farmer-Labor Party, 1918—1944). Организована в Миннесоте при участии кооперативного движения, фермерских организаций, и профсоюзов. Выступала за частичную национализацию экономики, создание государственных банков, общественный контроль за природными ресурсами, в защиту гражданских свобод и прав трудящихся. К концу 1924 года национальная партия прекратила своё существование, а региональные действовали в отдельных штатах до 1944 года, когда в Миннесоте была образована Демократическо-Фермерско-Трудовая партия Миннесоты (англ. Minnesota Democratic–Farmer–Labor Party — DFL).
- Партия самообороны «Чёрные Пантеры» (англ. Black Panther Party for Self-Defense, 1966—1970-х годов). Радикальная афроамериканская организация, ставившая своей целью защиту чернокожего населения и его гражданских прав.

### XXI век
- «Личный выбор» (англ. Personal Choice Party, 2004—2006?). Создатели, бывшие члены Либертарианской партии, утверждали, что каждый человек имеет свободу воли и прав личности, следуя принципу «живи сам и дай жить другим».
- Партия ветеранов

## Партии, не участвующие в выборах
В США действуют целый ряд организаций, которые не выдвигают кандидатов на выборах, но в остальном их функции аналогичны с политическими партиями.
- Американская реформистская партия (англ. American Reform Party, 1997). Создана членами Реформистской партии США недовольных действиями основателя партии Р. Перо. Не является политической партией в общепринятом смысле, так как не участвует в выборах напрямую, поддерживая кандидатов третьих партий и независимых. На президентских выборах 2000-х годах поддерживала Ральфа Нейдера. Включает в себя Реформистскую партию Северных Марианских островов.
- «Возрождение и революция» (фракция солидарности) (англ. Refoundation and Revolution (faction of Solidarity), 2002). Правопреемник Троцкистской лиги (англ. Trotskyist League). Участвует в работе Координационного комитета по возрождению Четвёртого Интернационала (англ. Coordinating Committee for the Refoundation of the Fourth International).
- Всемирная социалистическая партия Соединённых Штатов (англ. World Socialist Party of the United States (WSPUS), 1916). Создана как Социалистическая партия США (англ. Socialist Party of the United States), позже называлась Социалистическое просветительское общество (англ. Socialist Educational Society), а затем Рабочая социалистическая партия (англ. Workers' Socialist Party). Современное название с 1947 года. Со временем пришла в упадок, но активизировалась благодаря интернету. Утверждает, что с момента своего создания сохраняет оригинальную концепцию социализма К. Маркса, Ф. Энгельса, А. Паннекука и У. Морриса. Входит в Мировое социалистическое движение (англ. World Socialist Movement).
- Группа интернационалистов (англ. Internationalist Group, 1996). Создана Яном Норденом после его исключения из Международной коммунистической лиги. Троцкисты, ведут борьбу за международную социалистическую революцию и завоевание власти рабочим классом во главе с марксистско-ленинской партией. Фактически является филиалом Лиги за Четвёртый интернационал (англ. League for the Fourth International).
- Группа рабочих-интернационалистов (англ. Internationalist Workers' Group, 2002). Левые коммунисты. Член Интернационалистической коммунистической тенденции.
- Демократические социалисты Америки (англ. Democratic Socialists of America, 1982). Образована путём слияния Демократического Социалистического организационного комитета (англ. Democratic Socialist Organizing Committee, DSOC) и Нового американского движения (англ. New American Movement, NAM). Включила как «новых левых», так и выходцев из традиционных левых партий. На выборах поддерживает демократов, «зелёных», социалистов и независимых. Идеология — демократический социализм, социалистическая демократия, прогрессивизм. Член Социнтерна.
- Зелёные / Зелёная партия США (англ. Greens/Green Party USA, 1991). Создана как преемник Американской зелёной организации (англ. American Green organization), которая ранее называлась Зелёные комитеты по переписке (англ. Green Committees of Correspondence, CoCs), существовавшей в 1984—1991 годах. Статус партии потеряли в 2005 году.
- «Интернационализм» (англ. Internationalism, 1970). Левокоммунистическая организация, созданная при участии бывших членов «Комитета новостей и писем» Раи Дунаевской. Является американской секцией Интернационального коммунистического течения.
- «Искра» (англ. The Spark, 1971). Группа появилась как фракция внутри Спартаковской лиги вокруг журнала Spark. Считает, что социалистическую трансформацию общества может завершить только рабочий класс, сознательно борющийся за свои классовые интересы, поэтому своей главной задачей видит в создании революционной рабочей партии. Идеология базируется на марксизме в большевистской традиции Ленина и Троцкого. Входит в Союз коммунистов-интернационалистов (англ. International Communist Union).
- «Комитет новостей и писем» (англ. News and Letters Committees, 1955). Революционно-социалистическая и марксистско-гуманистическая организация, основанная экс-троцкисткой Р. Дунаевской. Издаёт газету англ. News & Letters.
- Лига за революционную партию (англ. League for the Revolutionary Party, 1976). Троцкистская организация созданная в результате раскола ныне несуществующей Революционной социалистической лиги (англ. Revolutionary Socialist League). Член Коммунистической организации за Четвёртый интернационал (англ. Communist Organization for the Fourth International).
- Лига революционеров за новую Америку (англ. League of Revolutionaries for a New America, 1993). Революционно-коммунистическая организация, созданная с целью «воспитания революционеров и разрешения проблем экономики и общества в сотрудничестве с коммунистами».
- Марксистско-ленинская организация США (англ. U.S. Marxist–Leninist Organization (USMLO), 1981). Антиревизионистская коммунистическая партия.
- Международная социалистическая организация (англ. International Socialist Organization, 1977). Революционная социалистическая организация, стоящая на позициях пролетарского интернационализма, троцкизма и взглядах американского писателя и социалиста Хэла Дрейпера, «социализм снизу» (Socialism from below), то есть самоосвобождения рабочего класса от власти капитала и бюрократии. Постоянный наблюдатель в Воссоединённом Четвёртом интернационале.
- Организация «Коммунистический голос» (англ. Communist Voice Organization, 1995). Создана бывшими членами Марксистско-ленинской партии США (англ. Marxist-Leninist Party USA) вокруг журнала «Коммунистический голос» (англ. Communist Voice). Также издаёт «Голос детройтских рабочих» (англ. Detroit Workers' Voice) и «революционный литературный журнал» «Борьба» (англ. Struggle). Критикует троцкизм, сталинизм и маоизм как «фальшивый коммунизм», адаптированный к интересам господствующего класса. Иногда рассматривается как левокоммунистическая, хотя критикует и левых коммунистов.
- Прогрессивная трудовая партия (англ. Progressive Labor Party, 1961). Первоначально Прогрессивное трудовое движение (англ. Progressive Labor Movement). Транснациональная коммунистическая партия, основанная группой членов Коммунистической партии США, считавших, что Советский Союз предал коммунизм и стал на путь ревизионизма и государственного капитализма.
- Рабочая международная лига (англ. Workers International League, 2001). Социалистическая организация, базирующаяся на идеях К. Маркса, Ф. Энгельса, В. Ленина и Л. Троцкого, связанная с Международной марксистской тенденцией.
- Рабочая партия США (англ. Workers Party USA (WPUSA), 2003). Стоит на платформе антиимпериализма и антикапитализма.
- Революционная коммунистическая партия (англ. Revolutionary Communist Party, 1975). Первоначально Революционный союз (англ. Revolutionary Union). Маоистская коммунистическая партия, считающая, что американскому империализму не будет мирного конца и освободиться можно только через коммунистическую революцию.
- Революционная организация труда (англ. Revolutionary Organization of Labor или Ray O. Light, 1961). Маоистская группа отколовшаяся от Коммунистической партии США. Участвует в деятельности Международного коммунистического семинара (англ. International Communist Seminar), Международной конференции марксистско-ленинских партий и организаций (Международный информационный бюллетень) (англ. International Conference of Marxist-Leninist Parties and Organizations (International Newsletter)) и Международной координации революционных партий и организаций (англ. International Coordination of Revolutionary Parties and Organizations).
- «Солидарность» (англ. Solidarity, 1986). Социалистическая организация, связанная с журналом «Против течения» (англ. Against the Current). Была создана на базе троцкистской организации «Международные социалисты» (англ. International Socialists), слившейся с «Рабочей силой» (англ. Workers' Power) и «Социалистическим единством» (англ. Socialist Unity). Демократическая, революционная социалистическая, феминистская, антирасистская организацая, во многом отошедшая от традиционного ленинизма и троцкизма.
- Социал-демократы США (англ. Social Democrats USA, SDUSA, 1972). Созданы на базе расколовшейся Социалистической партии Америки. Одной из целей организации было содействие превращению Демократической партии в социал-демократическую. До 2005 года считалась главной ассоциацией социал-демократов США. После смерти своего лидера Пенна Кембла от рака 15 октября 2005 года SDUSA объявила об организационном перерыве, фактически прекратив свою деятельность. После нескольких лет бездействия в 2008—2009 годах было предпринято две попытки возродить организацию. В Пенсильвании была создана ассоциация «Социал-демократы США — Социалистическая партия США» (англ. Social Democrats USA — Socialist Party, USA). Позже была организована ассоциация «Социал-демократы США».
- Социалистическая организация «Дорога свободы» (группа freedomroad.org) (англ. Freedom Road Socialist Organization (freedomroad.org group), 1985). Марксистско-ленинская организация, группирующаяся вокруг сайта freedomroad.org. Выступает против сталинизма, за полное самоопределение чёрных и чиканос, освобождение рабочего класса, женщин и ЛГБТ, создание единого революционного фронта рабочих и угнетённых социальных и национальных групп.
- Социалистическая организация «Дорога свободы» (группа frso.org) (англ. Freedom Road Socialist Organization (frso.org group), 1985). Марксистско-ленинская организация, группирующаяся вокруг сайта frso.org. В отличие от группы freedomroad.org, считает И. В. Сталина одним из идеологов марксизма-ленинизма и выступает за создание единой революционной коммунистической партии.
- Социалистическая рабочая организация (англ. Socialist Workers Organization, 2001). Троцкисты. Создана на базе журнала англ. Socialist Viewpoint группой бывших членов Социалистического действия
- «Социалистический организатор» (англ. Socialist Organizer, 1991). Троцкисты. Создана вокруг газеты The Organizer группой бывших членов Социалистического действия (англ. Socialist Action, SA). Во многом состоит из латиноамериканской рабочей молодежи, в результате является одной из наиболее левых организаций, участвующих в борьбе за права иммигрантов. Состоит в Четвёртом интернационале (Международный центр реконструкции) (англ. Fourth International (International Center of Reconstruction)).
- Спартаковская лига (англ. Spartacist League, 1966). Троцкисты. Создана на базе Молодёжной социалистической лиги (англ. Young Socialist League). Входит в Международную коммунистическую лигу (англ. International Communist League (Fourth Internationalist)).
- «Четвёртый международный форум» (фракция Солидарности) (англ. Fourth International Caucus (faction of Solidarity), 1995). Троцкисты, входящие в «Солидарность». Первоначально назывались «Четвёртое направление интернационалистов» (англ. Fourth Internationalist Tendency). Входят в Воссоединённый Четвёртый интернационал.